# Pląchawy
Pląchawy – osada w Polsce położona w województwie warmińsko-mazurskim, w powiecie ostródzkim, w gminie Dąbrówno. W latach 1975–1998 miejscowość administracyjnie należała do województwa olsztyńskiego.
W czasach krzyżackich wieś pojawia się w dokumentach w roku 1368, podlegała pod komturię w Dąbrównie, były to dobra rycerskie.
W 1974 r. osada jako PGR Pląchawy należała do sołectwa Tułodziad (gmina Dąbrówno) razem z miejscowościami: PGR Bartki, PGR Fiugajki, wieś Tułodziad.